# Indiska subkontinentens historia
Indiska subkontinentens historia avser det geografiska område som idag utgörs av staterna Indien, Pakistan och Bangladesh. Subkontinentens historia präglas av olika folkinflyttningar/erövringar. Från cirka 2000 f.Kr. flyttade människor som talade indoariska språk in från nordväst och lade grunden för det system av religion och samhällsregler som senare kom att benämnas hinduism.  På 500-talet f.Kr. kom erövrare från det persiska riket, på 300-talet f.Kr. gick Alexander den store så långt som till Indus och under de följande århundradena kom flera invasioner från hellenistiska riken med centrum i Afghanistan. En ny stor invasionsvåg med början på 700-talet e.Kr. skapade med tiden stora muslimska riken i Indien. Från 1500-talet blev området gradvis koloniserat av framför allt brittiska ostindiska kompaniet och var från 1858 en brittisk kronkoloni. 1947 delades området upp i de självständiga länderna Indien och Pakistan, och 1971 delades Pakistan och staten Bangladesh skapades. 
Oavsett invasioner och maktförhållanden har det stora indiska området alltid präglats av en stor mångfald vad gäller språk, religioner och andra kulturyttringar, och även under de stora härskardynastiernas tid har det funnits ett antal större eller mindre områden som varit självständiga riken eller legat utanför de stora maktbasernas räckvidd. 

## Stenålder och bronsålder (fram till cirka 1500 f.Kr.)

### Stenåldern
Den tidigast kända stenålderskulturen fanns i subkontinentens nordvästra del. Kulturen kallas Soankulturen efter en av Indus bifloder. De redskap man har funnit där beräknas vara mellan 200 000 och 400 000 år gamla.
I Bengalen har man hittat stenåldersverktyg som indikerar mänskliga bosättningar sedan 20 000 år tillbaka.
I Bhimbetka i centrala Indien (Madhya Pradesh) finns grottor och klippor med  målningar från stenåldern. De äldsta målningarna där antas vara upp till 10 000 år gamla.
Under yngre stenåldern (neoliticum) och kopparåldern fanns Mehrgarh-civilisationen på Kachiplatån i Baluchistan. En utgrävning 1974 visade att det förekommit jordbruk (bland annat odlades korn och vete), boskapsskötsel (får, getter, kor) och i området redan under perioden 7000–5500 f.Kr. Den visade också att de tidiga bosättarna bodde i lerhus. Under senare delen av eran (5500–2600 f.Kr.) finns tecken på att bosättarna i ökad grad ägnade sig åt olika hantverk och att de hade kunskapen att kunna laga tänder. Platsen ligger vid huvudvägen mellan nuvarande Afghanistan och Indusdalen, och det antas att sträckan mycket tidigt varit en del av en längre handelsväg mellan Västasien och den indiska subkontinenten. Likheter hos fynden tyder på att det redan före 5500 f.Kr. fanns någon sorts förbindelse mellan Mehrgarh och Mesopotamien.

### Bronsåldern – Induskulturen
För fördjupning se Induskulturen.

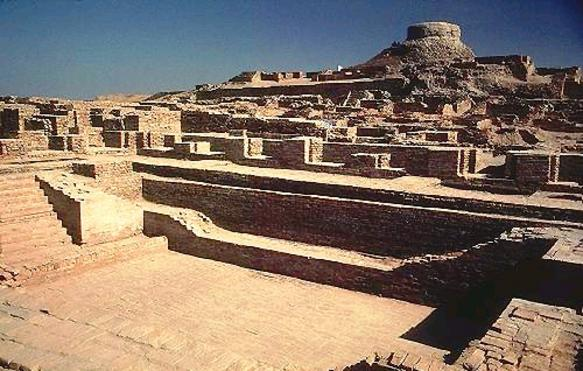
Ruiner i Mohenjo-daro, lämningar efter Induskulturen, den första större civilisationen i Indien.

Kring floden Indus i vad som idag är Pakistan fanns under bronsåldern (ca 2500–1700 f.Kr.) den högstående Induskulturen, även kallad Harappakulturen efter en av dess tidigast utgrävda städer. Fynd av liknande karaktär har gjorts även i andra delar av Pakistan och nordvästra Indien.
Induskulturen hade en högt utvecklad teknologi och ett starkt centralstyre som hade resurser nog att anlägga städer med organiserade stadsplaner och avloppssystem. Induskulturen sträckte sig över ett område som var betydligt större än samtida forntida högkulturer som Egypten och Sumer. Man tillverkade vapen och verktyg i brons, byggde hus i tegel och var först i världen med att framställa tyg av bomull. Man idkade också en omfattande handel med civilisationer i Mesopotamien som använde internationellt standardiserade vikter och mått. De största städerna, till exempel Mohenjo-daro och Harappa i dagens Pakistan, kunde ha en befolkning på upp till 40 000 och innehålla starka befästningsanläggningar, enhetligt byggda hus med avlopp, stenbelagda gator och avenyer, marknadsplatser, torg, palats och stora badhus. Induskulturen utvecklade ett skriftsystem som är delvis avkodat. Det är antingen syllabiskt, där varje tecken motsvarar en stavelse, eller logografiskt, där varje tecken motsvarar ett morfem eller ett ord, eller en blandning av båda.[källa behövs]
Runt 2000-talet f.Kr. började Induskulturen försvagas och falla sönder. Lothal, en av de största hamnstäderna som en gång i tiden hade haft enorma pirar, sädesförråd och anläggningar för tillverkning av glaspärlor, övergavs före 1900.[källa behövs]

## Den vediska och senvediska perioden (1500–300 f.Kr.)
Fördjupning: Vediska tiden

### Indoarierna och hinduismen
Från cirka 1500 f.Kr. invandrade människor som talade indoariska språk, de så kallade arierna, till indiska halvön från nordväst. Detta inledde den vediska perioden då vedaskrifterna tillkom och lade grunden till hinduismen och andra kulturella aspekter av det tidiga indiska samhället. Det indiska kastväsendet kan härledas från det vediska (fornindiska) samhällets indelning av befolkningen i fyra klasser (varnas), nedtecknat på sanskrit i vedaskrifterna. Brahminerna (brahmanerna) eller prästerskapet är den högsta klassen, med uppgiften att utföra ritualer och att vidmakthålla och lära ut de heliga skrifterna. De övriga tre klasserna är kshatriya (adel och krigare), vaishya (jordbrukare, boskapsskötare och köpmän) och shudra (arbetare).
Den första byggstenen i en tidig vedisk stat var byn, som ingick i ett distrikt (vis), som ingick i en region (jana). Slutligen fanns där staten (rashtra), styrd av en kung (raja). Valkungadöme kan ibland ha förekommit. Vid sidan av kungen fanns en folkförsamling (sabhā), en överstepräst (purohita) och en militär kommendant (ssena). I armén fanns dels infanterisoldater (patti), dels kavallerister (rathin).
Det vediska samhället var uppbyggt kring boskapsskötsel, och folket var ofta nomadiserande. Mjölk från kon var en viktig del av dieten. Kon var också viktig i betalningssystemet. Man hade inte pengar utan prissatte varor och tjänster i ett antal kor. Den vediska familjen var patriarkal.
Benämningen vediskt samhälle används bara på den tidsperiod, där boskapsskötseln var den viktigaste näringen. När folket efterhand blev fast bosatta, och huvudsakligen började leva på jordbruk, talar man om ett senvediskt samhälle. Nu började också större riken växa fram, eftersom man fick ett betydligt större intresse av att försvara vissa landområden.
Efter att först ha varit koncentrerade till nuvarande Punjab expanderade indoariernas riken mot Ganges och Yamunas dalgångar, där mer mark vanns genom avverkning av skogarna. Vid 500-talet f.Kr. hade man tagit nästan hela norra Indien i besittning. Jordbruket effektiviserades med tekniska förbättringar som plogar dragna av oxar. Den ökande jordbruksproduktionen möjliggjorde folkökning och tillkomsten av städer och många av städerna vid Ganges blev centrum för handel och kultur.
Forskningen har kunna identifiera 16 större stater, bland andra Kuru (1100–500-tal f.Kr.), Kosala (600–500-tal f.Kr.), Gandhara (kring 500 f.Kr.) och Magadha (ca 600–320 f.Kr.) i norra delen av subkontinenten. Rikena kallades nu inte rashtra utan mahajanapadas ("stort kungarike"). Indoarierna hade under tidens lopp också expanderat geografiskt och fanns nu i både östra och södra Indien. De tidigare inslagen av demokrati försvann ofta från rikena, där kungarna antog allt högtidligare titlar och tog även på sig en del av översteprästens uppgifter, bland annat det viktiga hästoffret Kungarna legitimerade ofta sin makt – oavsett hur de kommit i besittande av sin kungatitel – med hjälp av noga uträknade offerceremonier och ibland konstruerade arvslängder där kungen påstods härstamma från gudomar eller mytologiska figurer.
Med tiden blev kastsystemet (varna) alltmer förstelnat. Brahminernas och krigarkastens sociala ställning blev avsevärt starkare. För att ytterligare stärka sin ställning såg också brahminerna till att införa fler offerceremonier och förbehålla de högre kasterna många viktigare samhällsfunktioner. Alltmer rikedom kom också att koncentreras i händer på krigarkastens medlemmar.
Tiden mellan 800 f.Kr. och 400 f.Kr. kallas "Vedantiska perioden".
400 f.Kr. Den första grammatiken för sanskrit ges ut av Panini.

### Draviderna i söder
Söder om indoeuropernas område levde dravidiska folk. De antas ha invandrat till subkontinenten under förhistorisk tid och då trängt undan och uppblandats med den tidigare befolkningen. I och med indoeuropeernas ankomst trängdes draviderna i sin tur söderut.

### Persisk invasion i nordväst
Fördjupning: Akemenidernas erövring av Indusdalen
År 515 f.Kr. erövrades kungadömet Gandhara i nuvarande norra Pakistan av den persiske storkonungen Darius I och det persiska väldet utsträcktes till strax öster om Indus. Det stora riket bestod av provinser styrda av satraper (lydkonungar) och Gandhara blev en av dem med sitt centrum nära Rawalpindi.

### Religioner
Från ca 600 f.Kr. tillkom ett stort antal "Upanishader", religiösa texter. Inom den brahmanska (hinduiska) religionen skiftade folkets föremål för tillbedjan från Varuna och Indra till Shiva och Vishnu samt ett flertal andra, tidigare obetydliga gudomar.[källa behövs]
Jainismen uppstod på Gangesslätten i nordindien under tiden före 500 f.Kr. Dess viktigaste profet var Mahavira, verksam ca 500 f.Kr.
Någon gång under perioden från 500-talet till 300-talet f.Kr. uppstod buddhismen i södra delen av nuvarande Nepal och spreds därifrån över subkontinenten. Buddhismen baseras på den undervisning och den lära som tillskrivs Siddharta Gautama Buddha.

## Klassisk tid (cirka 300 f.Kr.–500 e.Kr.)

### Alexander den stores erövringar i nordväst
År 334 f.Kr. inledde den makedonske kungen Alexander den store sitt stora fälttåg mot det persiska väldet. Han besegrade perserkungen Dareios III, och många av perserrikets satraper övergick frivilligt till att i stället lyda under Alexander. Vid det persiska rikets östra gräns i nuvarande Punjab fanns ett indiskt rike vars kung Poros gjorde motstånd när Alexander ville fortsätta österut. Poros besegrades 326 f.Kr. vid slaget vid Hydapses men fick behålla sitt rike som en lydkonung under Alexander. Därefter vände Alexander och hans här tillbaka mot väster, och Alexander dog under återtåget år 323 f.Kr. Efter hans död delades hans rike och hans general Seleukos tog kontroll över de östra delarna.

### Mauryariket

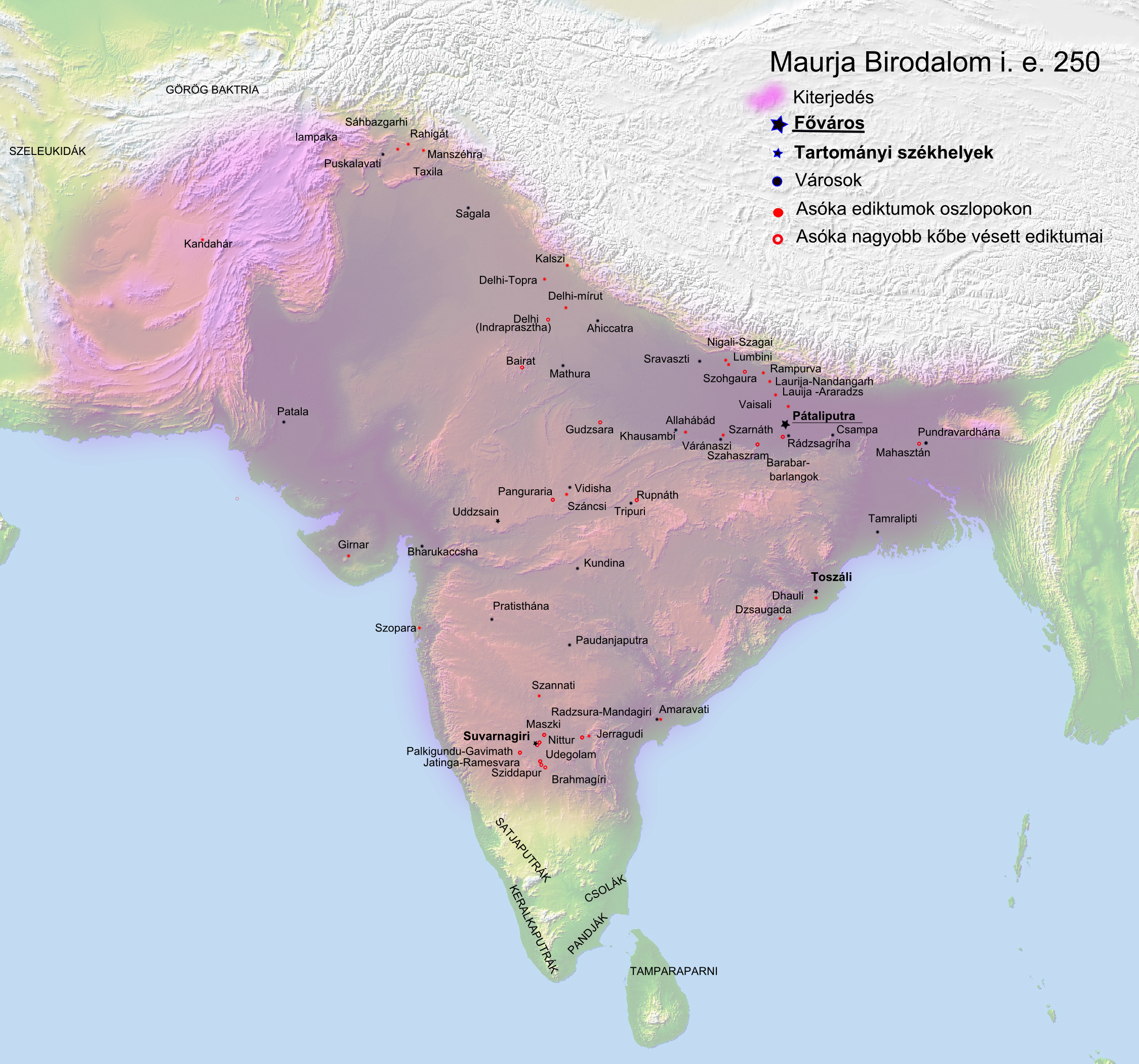
Mauryariket, cirka 250 f.Kr.

År 320 f.Kr. störtades kungen av det nordindiska Magadhariket av Chandragupta Maurya, som var befälhavare i kungens armé. Därmed lades grunden för Mauryaimperiet, som liksom Maghada hade sin huvudstad i Pataliputra, nuvarande Patna i Bihar. Genom strider och landköp lade Maurya under sig de delar av nordvästra Indien som hade erövrats av Alexander och expanderade under senare härskare till att kring 250 f.Kr. behärska stora delar av den indiska subkontinenten. Vissa delar beboddes dock av stamfolk som inte underkuvats.
Den mest kände av Mauryarikets kungar var Ashoka (regeringstid ca 265–238 f.Kr.). Han övergick till buddhismen och arbetade aktivt för att sprida läran i sitt rike.
Mauryadynastin störtades ca 187 f.Kr. och ersattes av Shungadynynastin. Shungariket förlorade större delen av Mauryas territorium till olika krigsherrar men behöll kärnområdet kring Pataliputra och bestod i ungefär 260 år.

### Nya erövringar från nordväst
År 206 f.Kr. erövrade det hellenistiska Selukiderrikets härskare Antiochus III de nordvästra delar av Indien som drygt 100 år tidigare erövrats av Alexander den store och därefter ingått i Mauryariket. 
Omkring 180 f.Kr. erövrades nuvarande norra Pakistan av det grekisk-baktriska riket med centrum i nuvarande norra Afghanistan. Omkring 170 f.Kr. delades riket när Eukratides I övertog makten i den västra delen av riket, Baktrien (fortfarande kallat 'Grekisk-baktriska riket') medan den gamla kungadynastin lyckades behålla makten i den östra (norra Pakistan), som då blev det indo-grekiska riket. Detta rike – eller snarare en grupp inbördes konkurrerande indo-grekiska kungadömen – behöll makten i området tills några årtionden e.Kr. 
Trots sin kortvarighet var det hellenistiska indo-grekiska riket av stor betydelse i kulturellt avseende. Grekisk och indisk kultur kom här i beröring med varandra. Framför allt fick den grekiska konsten inflytande på den indiska. Det uppstod nu en grekisk-buddhistisk konst i Gandhara, en hellenistisk provinskonst uppfylld av indiska motiv. Det indiska dramat uppvisar hädanefter drag som påminner om det grekiska skådespelet, och grekisk scenteknik tycks ha fått genomslag i Indien.
Under sista århundradet f.Kr. nåddes Nordindien av erövrare från Kushandynastin, som ursprungligen kom från sydvästra Kina och som hade sin bas i centralasiatiska Samarkand. Kushanriket nådde sin höjdpunkt under 100-talet e.Kr. och under denna tid var Gandhararegionen dess centrum.  Deras mest kände kung var Kanishka, som regerade kring 100 e.Kr. Under hans tid hölls det fjärde buddhistiska konciliet där buddhismens "nordliga kanon" (mahayana) tillkom. Kushanariket drev en stor handel med romarriket, Kina och Persien. 

### Guptariket

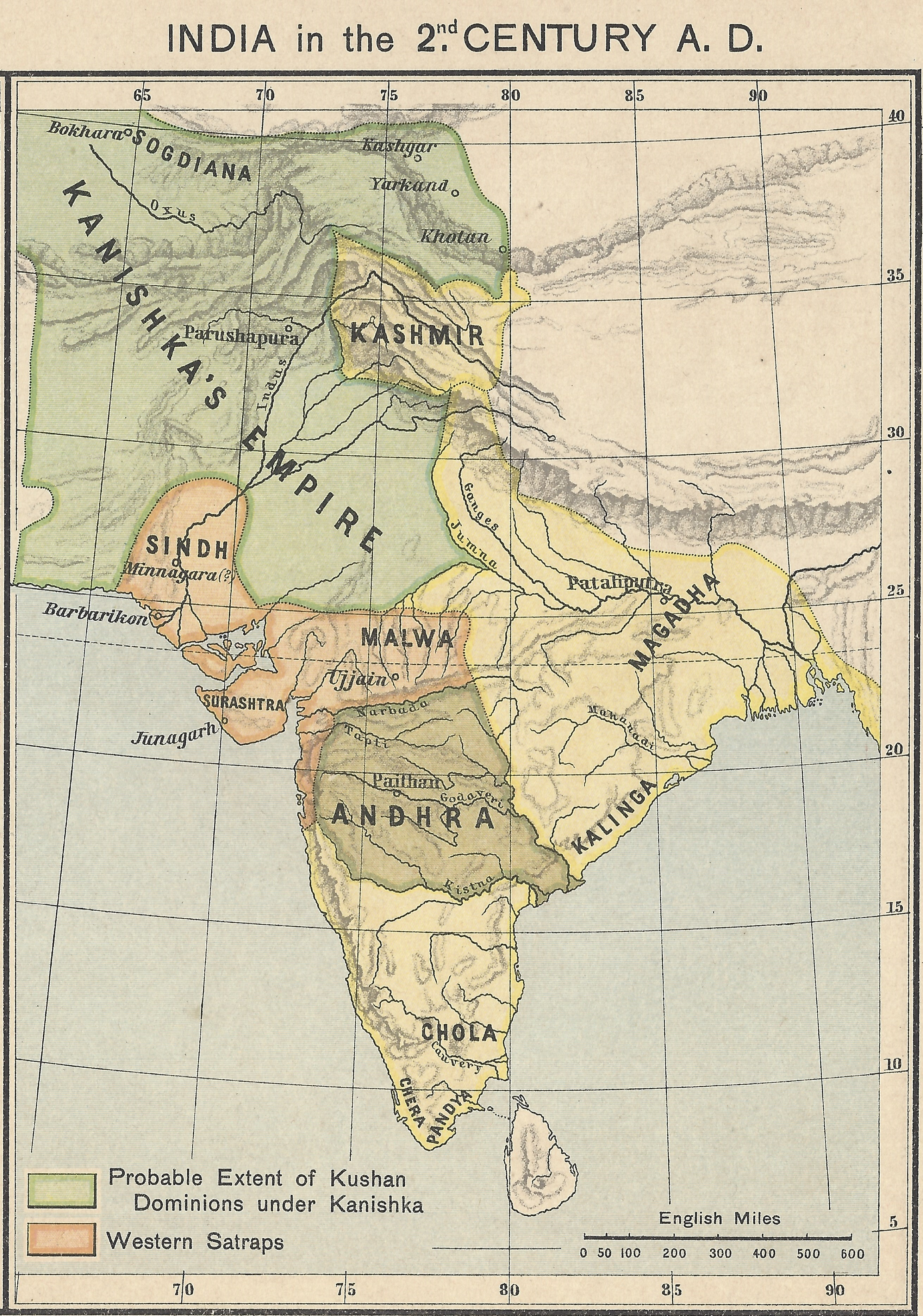
Karta över Indien på 100-talet e.Kr, publicerad 1907. Kanishka var Kushanrikets härskare och Andhra kallas också Satavahana.

I Maghada, det tidigare Mauryarikets centrum, togs år 275 e.Kr. makten av en ny dynasti som från början på 300-talet utvidgade sitt till att omfatta en stor del av subkontinenten. Guptariket dominerade Indien fram till mitten av 500-talet. Tiden var en kulturell blomstringsperiod och benämns ibland som Indiens guldålder. Regenterna var religiöst toleranta och ibland buddhister och ibland hinduer. Vid regenten Samudraguptas hov (c:a 335–380) samlades poeter, konstnärer och vetenskapsmän. Bland dessa fanns också den kinesiska buddhistmunken Faxian (337-422) som bodde i Pataliputra under några år. Han skulle senare översätta flera verk från hans resor inklusive mahasamghikas vinaya, samyuktaagaman, och nirvanasutran.
Dramatikern och poeten Kālidāsa levde på 400- eller 500-talet och anses ha samma betydelse för sanskrit som Shakespeare har för engelskan. Astronomen och matematikern Aryabhata (476–550) var verksam i Guptarikets huvudstad Pataliputra mot slutet av Guptarikets tid.
Från 455 invaderades norra Indien av det centralasiatiska folket heftaliter, vilket inledde en tid av oro och strider. Guptariket försvagades och upphörde c:a 550, och heftaliterna besegrades c:a 562.

### Mellersta och södra Indien
Under ett par århundraden före och ett par århundraden efter vår tideräknings början fanns det hinduiska Andhra-riket, även kallat Satavahana i centrala Indien, med huvudstad i Paithan i nuvarande Maharashtra. I ungefär samma område fanns sedan Vakatakariket (c.a 250 - 510 e.Kr.).
Längre söderut fanns Pallavariket som fanns  c:a 300–900. Dess huvudstad var Kancheepuram vid kusten i nuvarande Tamil Nadu. Pallavadynastin spelade en viktig roll i att sprida den nordliga brahmanska sanskritkulturen till det tamiltalande Sydindien, och under deras tid uppfördes de första varaktiga monumentalbyggnaderna i regionen.
Under de fyra första århundradena e.Kr. (romersk kejsartid) pågick en intensiv handel mellan Medelhavsländerna och Indien genom sjötrafiken på Indiska Oceanen. Bland annat exporterades kryddor från Malabarkusten, nuvarande Kerala. Enligt kristen tradition besökte aposteln Tomas Sydindien kring år 50 e.Kr. Kontakten med Europa minskade sedan under den europeiska medeltiden.

## Medeltid 500–1526

### Arabiska erövringar för islam till Indien
Fördjupning: Islamiska erövringen av Indien
Redan omkring 15 år efter Muhammeds död (632) omtalas en arabisk erövringsseglats till trakten av Bombay. Nya invasionsförsök företogs 662, 664 och 711, då Kasim i Sindh sökte grundlägga ett arabiskt rike, som dock genast förföll vid hans död (714). Rajputerna sägs år 750 ha lyckats förjaga kalifens ståthållare från Sindh, men först 828 hade detta land helt återförvärvats från araberna.
Indusdalen och omkringliggande områden erövrades därefter av de de muslimska dynastierna Ghaznaviderna (tiden kring år 1000) och Ghuriderna (1100–1200-tal), båda med sitt ursprung i  nuvarande Afghanistan. Från c:a 800-talet e.Kr. dominerades Nordindien i övrigt av ett antal hinduiska rajputdynastier.

### Pāladynastin
Paladynastin var en buddhistisk dynasti som regerade över delar av norra indiska subkontinenten mellan åren 750-1120 efter Kristus. De styrde riket från Bengalen (nuvarande Bangladesh) och perioden räknas även som en guldålder för Bengalen. Den förste regenten i dynastin kom till makten i ett demokratiskt val år 750, vilket räknas som det första demokratiska valet i Sydasien sedan Mahā Janapadas. .[källa behövs]

### Delhisultanatet och mongolisk invasion
Efter den siste Ghur-härskarens död 1210 utropade sig en av hans generaler till sultan i Delhi. Hans dynasti och fyra följande kallas med ett samlingsnamn Delhisultanatet och behärskade norra delen av Indien fram till 1526. Sultanatets tid betecknas som en kulturell renässans med fruktbart utbyte mellan den inhemska hinduiska kulturen och de nya härskarnas islam. Delhisultanatet baserade sin ekonomi på den skatt som icke-muslimer kan tvingas betala i muslimska stater, jizya.
Under 1300-talet gjorde den muslimska adeln i flera provinser uppror mot Dehlisultanatet och bildade självständiga sultanat, bland andra Bahmanisultanatet och Bengalsultanatet.
I slutet av 1300-talet invaderades Nordindien av Timur Lenks mongoliska arme, och Delhi plundrades 1398. Dehlisultanatet lyckades därefter fördriva erövrarna, som därmed inte kunde etablera sig i Indien.

### Nordöstra Indien
Kring Bramaputra fanns Kamarupariket från c:a 350 och fram till 1140. C:a 1200 bildades i samma område det multietniska kungariket Ahom, som fortlevde ända in på 1800-talet. 

### Mellersta och södra indien
Vid mitten på 700-talet kämpade ett antal sydindiska dynastier om att bli den starkaste makten i Indien: Chalukyariket (556–757) från Vatapi i nuvarande Karnataka, Pallavas (300–888) från Kanchipuram och  Pandyas (600-talet–900-talet) från Madurai. Chalukyahärskarna, som var stora konstmecenater, manövrerades ut av de underlydande i Rashtrakutaklanen. Fallet för Chalukya gjorde Pallavas till den starkaste makten under ett drygt sekel, innan de utkonkurrerades av det växande Cholariket. Chalukyahärskarna kunde dock resa sig igen under 900-talet, men nådde då inte sin forna storhet.
Cholariket grundades av Vijalaya, som erövrat Tanjore 850. Chola dominerade södra Indien från 1000-talet fram till 1400-talet. Till de mera framträdande Cholahärskarna räknas Rajaraja (985–1014) och dennes son Rajendra I (1012–1044).  Sjöfarten hade under dessa framträdande Cholahärskare en betydelse, som saknar många motsvarigheter i den indiska historien, och Cholariket tog också kontrollen över Ceylon och delar av Malackahalvön och den malajiska övärlden.
Rikena i söder drev en omfattande handel från västkusten med arabiska handelsmän och på östkusten med länderna i Sydostasien.
På 1300-talet etablerades Vijayanagarariket som fortlevde till 1600-talet och övertog Cholas dominerande roll i sydindien.

### Kontakter med Europa
Den venetianske upptäcktsresanden Marco Polo besökte Indien på uppdrag av den kinesiske härskaren Khubilai Khan, i vars tjänst han var 1275–1291. Under sin hemresa 1291–1295 besökte han flera hamnar i södra och västar Indien. Han beskrev sedan sina upptäckte i en bok som spreds som handskrift på flera europeiska språk och trycktes för första gången 1477, då i tysk översättning.
PÅ 1320-talet gjorde dominikanermunken Jordanus en missionsresa utefter Indiens västra kust. Han grundade ett biskopssäte med centrum i nuvarande Kerala och blev dess förste biskop 1329. Jordanus beskrev sina iakttagelser av Indien i boken Mirabilia Decripta.
Portugisen Vasco da Gama var den förste europé som seglade till Indien. Vid hans första besök, 1498, grundlade han en handelsstation i Calicut på Malabarkusten (Kerala). Vid en andra resa 1502 kom han med en stor krigsflotta och erövrade staden, och vid sin tredje Indienresa dog han i Calicut. Portugal anlade även andra handelsstationer vid Indiens kust och 1510 erövrades Goa och blev en portugisisk besittning. 

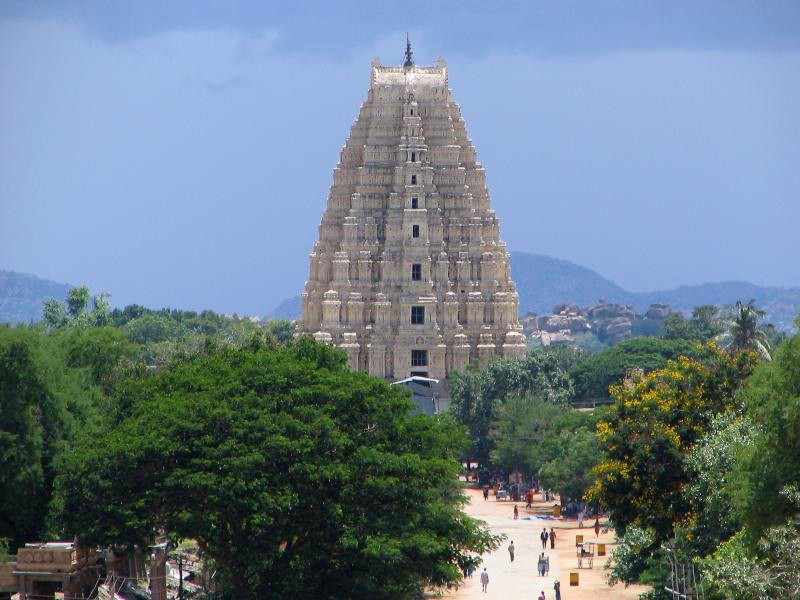
Virupakshatemplet (Shivatempel) i Vijayanagara.

### Religioner
De dominerande religionerna var under medeltiden hinduism, med en mångfald varianter och gudar, och islam. Utöver Dehlisultanatet fanns en rad andra större eller mindre riken som styrdes av muslimska härskare.
Härskarna i de sydliga rikena understödde såväl buddhism, hinduism som jainism, och religionerna tävlade med varandra om den kungliga gunsten. Denna gunst yttrade sig i landområden för religiösa ändamål, och byggandet av monumentala tempel. Kända tempel i södra Indien från denna tidsepok är bland andra Elefanta, nära nuvarande Bombay, Ajanta, Ellora och i Kanchipuram. Från mitten på 600-talet tappade buddhismen och jainismen anhängare till nya kulter kring Shiva and Vishnu. Den tidigare så utbredda buddhismen minskade kraftigt och hade kring 1100 nästan försvunnit.
Kring år 1500 grundades den monoteistiska religionen sikhism i Punjab.
När munken Jordanus missionerade i Sydindien mötte han människor som kallade sig kristna och såg aposteln Tomas som sin profet, men tills Jordanus etablerad sitt biskopsdöme 1329 fanns inga band mellan dem och kristendomens centrum i Rom.

## Tiden från 1526

### Mogulriket
Östra delen av nuvarande Afghanistan erövrades år 1504 av mogulfursten Babur, som härstammade från både Djingis Khan och Timur Lenk. 1526 erövrade han Delhi och grundade Mogulriket.  Under Akbar den store (regeringstid 1556–1605) upplevde Indien mycket kulturell och ekonomisk framgång samt religiös harmoni. Akbar var ursprungligen muslim, men blev så småningom i religiöst hänseende eklektiker. 1562 gifte han sig med den hinduiska prinsessan Padmini från Rajputana.

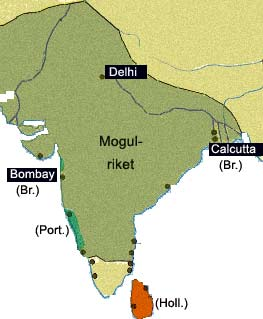
Mogulriket 1690.

Mogulkejsarna utvidgade gradvis sitt rike så att det täckte stora delar av subkontinenten. Riket nådde sin största utsträckning 1688 under stormogulen Aurangzeb och började minska i omfång och betydelse efter hans död 1707. Den persiska kejsaren Nader Shah erövrade och plundrade Delhi 1739 och det nybildade (1747) afghanska rikets härskare Ahmed Durrani gick över Indus 1748 och 1756, erövrade Punjab och plundrade Delhi 1760. Mogulriket fortlevde därefter kraftigt förminskad form tills britterna tog över Indien 1858.

### Andra större riken
I nordöstra Indien var den dominerande makten kungariket Ahom, även kallad Assam, bland de få riken som stod emot mogulernas överhöghet.
I söder dominerade det hinduiska  Vijyanagarriket fram till 1585, då det föll sönder och delades mellan olika muslimska furstar för att slutligen helt upphöra ca 1614.
I väster, med centrum i staden Poona, bildades 1674 det hinduiska Marathariket som växte i styrka och betydelse i takt med Mogulrikets nedgång. Efter att ha erövrat en rad andra riken invaderade maratherna Punjab år 1758 men slogs 1761 tillbaka av den afghanske härskaren Ahmed Durrani. 1794 erövrade maratherna Delhi, men deras rike var då redan på nedgång. 
I Punjab bildades 1799 Sikh-imperiet, även känt under namnen Sikh Khalsa Raj och Sarkar-i Khalsa av Ranjit Singh. Riket upplöstes efter Andra sikhkriget 1849, och dess territorium annekterades av britterna.

### Handelsstationer och kolonisation
Från 1500-talet upprättade Portugal, Nederländerna, Frankrike och Storbritannien handelsstationer utefter Indiens kuster och drog senare fördel av interna konflikter för att bilda kolonier i landet. Först på plats var Portugal, som redan före 1500 anlade handelsstationer. 1510 blev Goa en portugisisk koloni, och 1535 erövrade portugiserna Bombay. 
Storbritanniens kolonisation genomfördes av Brittiska Ostindiska Kompaniet som 1600 fick monopol från den brittiska kronan på all brittisk handel med "ostindien". År 1639 erövrade de Madras, på 1660-talet övertog de Bombay från portugiserna och 1690 grundlade de Calcutta.
Även Frankrike anlade kolonier, bl.a Pondicherry år 1674 som senare under en tid kontrollerades av Nederländerna. Efter att britterna erövrat den ursprungligen indiska staden Arcot i Tamil Nadu blev Storbritannien den ledande kolonialmakten i Indien och fortsatte att lägga under sig olika delar av landet, bland annat genom slaget vid Plassey där britterna kunde ta kontroll över Bengalen från det kraftigt försvagade Mogulriket. En liten rest av Mogulriket levde kvar fram till 1858, men utan egentlig makt.
1769 utbröt en hungersnöd som dödade 10 miljoner människor i Bengalen. 1773 tog Ostindiska Kompaniets guvernör i Bengalen, Warren Hastings monopol på handel med opium.

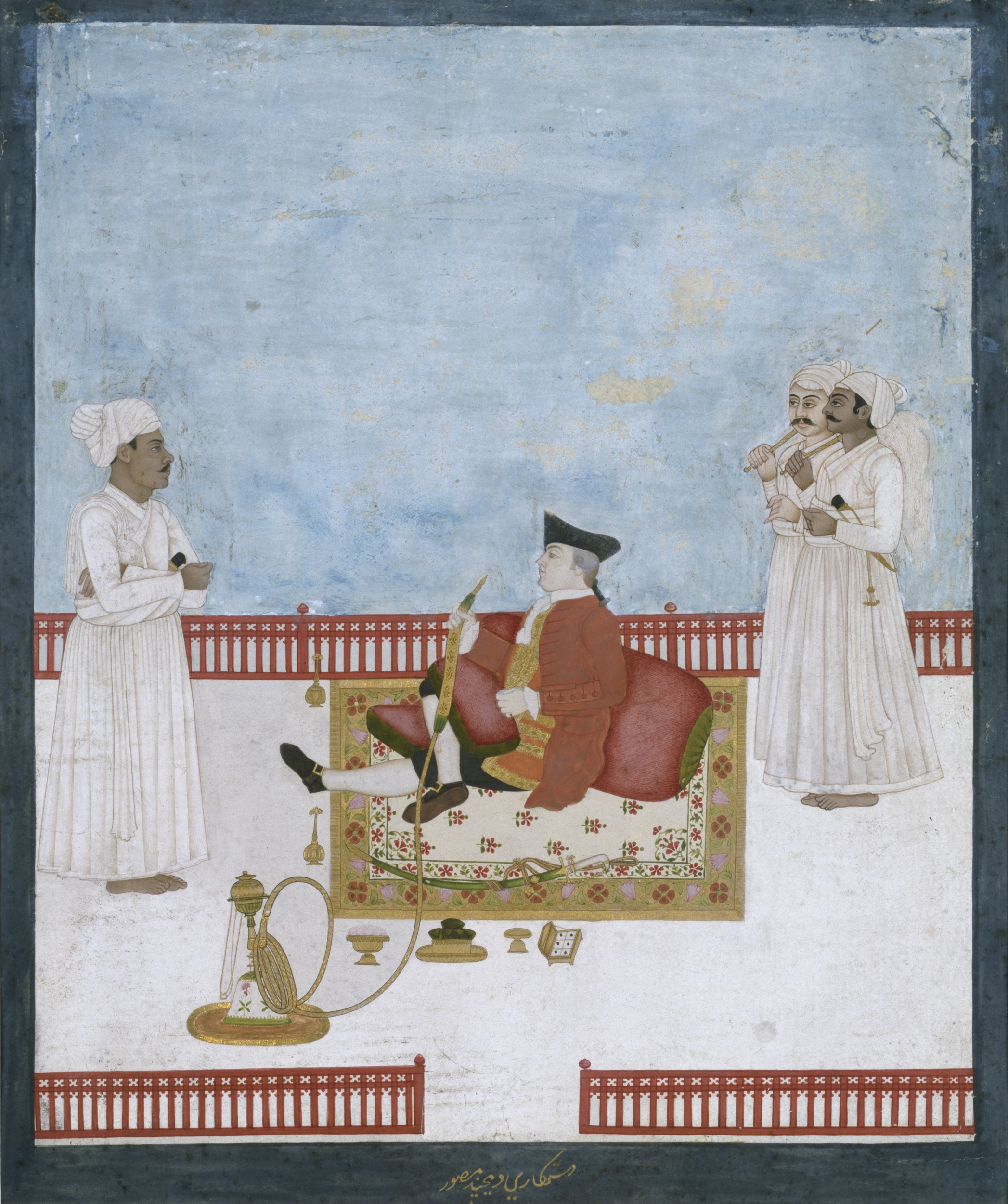
Tjänsteman vid Ostindiska kompaniet i Indien cirka 1760.

Brittiska ostindiska kompaniet hade så småningom både egen armé och egen flotta i Indien och hade år 1856 direkt eller indirekt kontroll över större delen av Indien.  Man överlät ofta till de inhemska härskarna att styra sina områden på traditionellt sätt, men under brittisk kontroll. Britterna använde också Indien som bas för att kontrollera omkringliggande områden. 1815 transporterade britterna tamiler från Indien till Ceylon för att arbeta på teplantagerna. 1816 blev Nepal ett brittiskt protektorat och under 1800-talet fördes flera krig mot Afghanistan för att kontrollera dess utrikespolitik och dess förhållande till Ryssland. 

### Brittiska Indien
1857 skedde ett landsomfattande uppror av militära enheter och kungariken, det så kallade sepoyupproret, som allvarligt utmanade Ostindiska kompaniets kontroll men så småningom misslyckades. Som en följd av instabiliteten lades Indien 1858 under den brittiska kronans direkta styre, som en del av det så kallade British Raj, eller Brittiska Indien.  Kompaniet upplöstes och en engelsk vicekung utnämndes. 1877 kröntes drottning Viktoria ill kejsarinna av Indien.
Britterna började bygga järnvägar och järnvägsnätet omfattade vid sekelskiftet 50 000 km.
Gränsen mellan Brittiska Indien och Afghanistan (Durandlinjen) upprättades provisoriskt 1893 och permanentades 1907 genom ett avtal mellan Ryssland och Storbritannien.
Den indiska medelklassen ville får mera inflytande och bättre villkor och för att uppnå detta bildades år 1885 partiet Indiska nationalkongressen av en grupp universitetsutbildade indier. Ursprungligen strävade man efter rösträtt och utökade politiska rättigheter inom ett självstyrande Indien som del av Brittiska imperiet men intensivt och konstant motstånd från myndigheterna bidrog till att man med åren skiftade till kamp för full självständighet. Nationalkongressen var religiöst obunden men dominerades av hinduer. 1906 bildades All India Muslim League för att i den muslimska befolkningen driva frågor om större autonomi eller full självständighet för Indien.
Första världskrigets utbrott medförde att Indiens lojalitet med britterna stärktes. Över en halv miljon indier tjänstgjorde då i den brittiska armén. Samtidigt vaknade den nationalistiska aktiviteten på nytt, och britterna gjorde 1919 nya eftergifter som innebar ökat självstyre för indierna. Men innan lagen hade trätt i kraft hade förhållandena ändrats i Indien. Kongresspartiet hade fått en ny ledare i Mahatma Gandhi (1869–1948). Gandhi iscensatte en rad generalstrejker, som snart ledde till våldsamma oroligheter. I Amritsar i Punjab öppnade brittiska trupper år 1919 eld under en massdemonstration och dödade och sårade en mängd indier. Gandhi hade dittills trott att ett samarbete med britterna var möjligt, men efter denna händelse ansåg han att Indien måste bli självständigt.

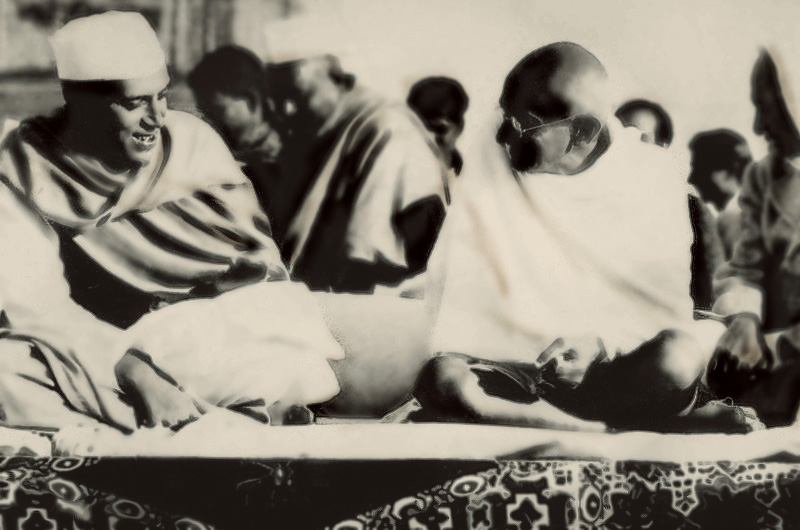
Mahatma Gandhi (höger) med Jawaharlal Nehru, 1937. Nehru blev senare Indiens förste premiärminister 1947.

1920 grundade Mahatma Gandhi  icke-våldsrörelsen "Satyagraha" och ledde sedan miljontals människor i nationella kampanjer av icke-våldsamt motstånd. År 1947 uppnåddes självständigheten, men Gandhis mål om ett enat Indien infriades inte. Muslim League lyckades under ledarskap av Muhammed Ali Jinnah få till stånd en separat muslimsk statsbildning med namnet Pakistan. Självständigheten och landets delning ledde till stora folkomflyttningar. I det islamska Pakistan bodde miljoner hinduer, och miljoner muslimer fanns i det övervägande hinduiska Indien. Man beräknade att cirka 14 miljoner människor flyttade från det ena landet till det andra och att två miljoner omkom i oroligheter. En akut – och ännu (2023) inte löst – konflikt uppstod om Kashmir, som i likhet med övriga furstestater hade fått frihet att välja vilket land det ville tillhöra. Kashmirs maharadja – en hindu – regerade över en islamsk majoritet, och beslöt att hans land skulle tillhöra Indien.

## 1900-talets självständiga stater
Från 1947 bestod den indiska subkontinenten av de självständiga staterna Indien och Pakistan. Den tidigare brittiska kolonin Ceylon ( Sri Lanka) blev självständig 1948. Pakistan delades 1971 genom att den östra delen bildade staten Bangladesh. Dessa länders historia efter självständigheten behandlas i artiklarna om respektive land. 